# Metaphycus creusa
Metaphycus creusa är en stekelart som beskrevs av John S. Noyes 2004. Metaphycus creusa ingår i släktet Metaphycus och familjen sköldlussteklar.
Artens utbredningsområde är Costa Rica. Inga underarter finns listade i Catalogue of Life.